# Haliru Alidu
Haliru Alidu (24 febbraio 1984) è un ex calciatore togolese, di ruolo centrocampista.

## Carriera

### Club
Ha sempre giocato nel campionato togolese.

### Nazionale
Con la nazionale togolese ha preso parte alla Coppa d'Africa 2006.

## Palmarès

### Club

#### Competizioni nazionali
- Campionato togolese: 1

Douanes Lomé: 2005